# Trachelopachys caviunae
Trachelopachys caviunae là một loài nhện trong họ Trachelidae.
Loài này thuộc chi Trachelopachys. Trachelopachys caviunae được Cândido Firmino de Mello-Leitão miêu tả năm 1947.